# Whitney Engen
Whitney Elizabeth Engen (Torrance, 28 de novembro de 1987) é uma futebolista estadunidense que atua como defensora. 

## Carreira
Whitney Engen fará parte do elenco da Seleção Estadunidense de Futebol Feminino, nas Olimpíadas de 2016. 